# Xanthophaeina levis
Xanthophaeina levis är en fjärilsart som beskrevs av Druce 1899. Xanthophaeina levis ingår i släktet Xanthophaeina och familjen björnspinnare. Inga underarter finns listade i Catalogue of Life.